# Saint-Clément-de-Vers
Saint-Clément-de-Vers är en kommun i departementet Rhône i regionen Auvergne-Rhône-Alpes i östra Frankrike. Kommunen ligger i kantonen Monsols som tillhör arrondissementet Villefranche-sur-Saône. År 2022 hade Saint-Clément-de-Vers 205 invånare.

## Befolkningsutveckling
Antalet invånare i kommunen Saint-Clément-de-Vers
| Referens: INSEE |